# Brattmyrtjärnen, Medelpad
Brattmyrtjärnen är en sjö i Ånge kommun i Medelpad och ingår i Ljusnans huvudavrinningsområde.